# 吳化
吳化（1548年—1619年），字敦之，號曲羅，湖廣黃州府黃安縣人，明朝政治人物。

## 生平
吳化是萬曆十六年（1588年）的湖廣鄉試解元，二十三年（1595年）成進士。户部觀政，六月獲授鎮江推官，多次決斷疑獄；有次有人被壓死，某人遭誣陷為兇手，他判案說：「撲人者的手應該在右橫向，現在卻是縱向在左，因此不是撲殺。」人民都心服口服，遠近視為神君。二十八年二月升禮部主客司主事，三十年告病，三十二年復補禮部，三十三年京察，三十六年降河東運判，三十九年升户部貴州司主事，四十年养病辞官。七十二歲去世，有遺集若干卷，兒子吳光龍能發揚家學。

## 家族
曾祖吴尚時。祖吴玖。父吴可學，光禄寺监事、贈文林郎推官。母毛氏，继母周氏。永感下。兄楚，庠生；蒙；任；进，庠生；魯；謙，麟游知縣。弟橐；祥，俱庠生；渠，國子生；樂，禮部儒士；祜；祺；采，俱廪生；弘。娶邹氏。子光龍、光錫。

## 引用
1. 1 2  道光《黃安縣志·卷八·人物志》：吳化，字敦之，號曲蘿，萬歷乙未進士，授鎮江推官，數斷疑獄，出人意表。民有壓死者，誣為諸生某撲殺，公案之曰：「撲人者右其手理宜橫，今縱而左，非撲也。」民乃服，遠近神之，其敏練類如此。累官禮部主事，卒年七十二，有遺集若干卷，子光龍克世其家學。
2. ↑  道光《黃安縣志·卷七·選舉志》：吳化 萬歷戊子科元，見進士
3. ↑  《萬曆乙未科進士同年序齿録》：吴化，字敦之，號曲羅，行七，戊申八月初九日生。治春秋，湖广黄州府黄安县人。曾祖尚時。祖玖。父可學，光禄寺监事、贈文林郎推官。母毛氏，继母周氏。永感下。兄楚，庠生；蒙；任；进，庠生；魯；謙，麟游知縣。弟橐；祥，俱庠生；渠，國子生；樂，禮部儒士；祜；祺；采，俱廪生；弘。娶邹氏。子光龍、光錫。戊子鄉試第一名，會試第三十名。廷試三甲第十三名。户部觀政，六月授直隶镇江府推官，庚子二月升禮部主客司主事，壬寅告病，甲辰復補禮部。